# Altes Schloss (Nieder-Beerbach)

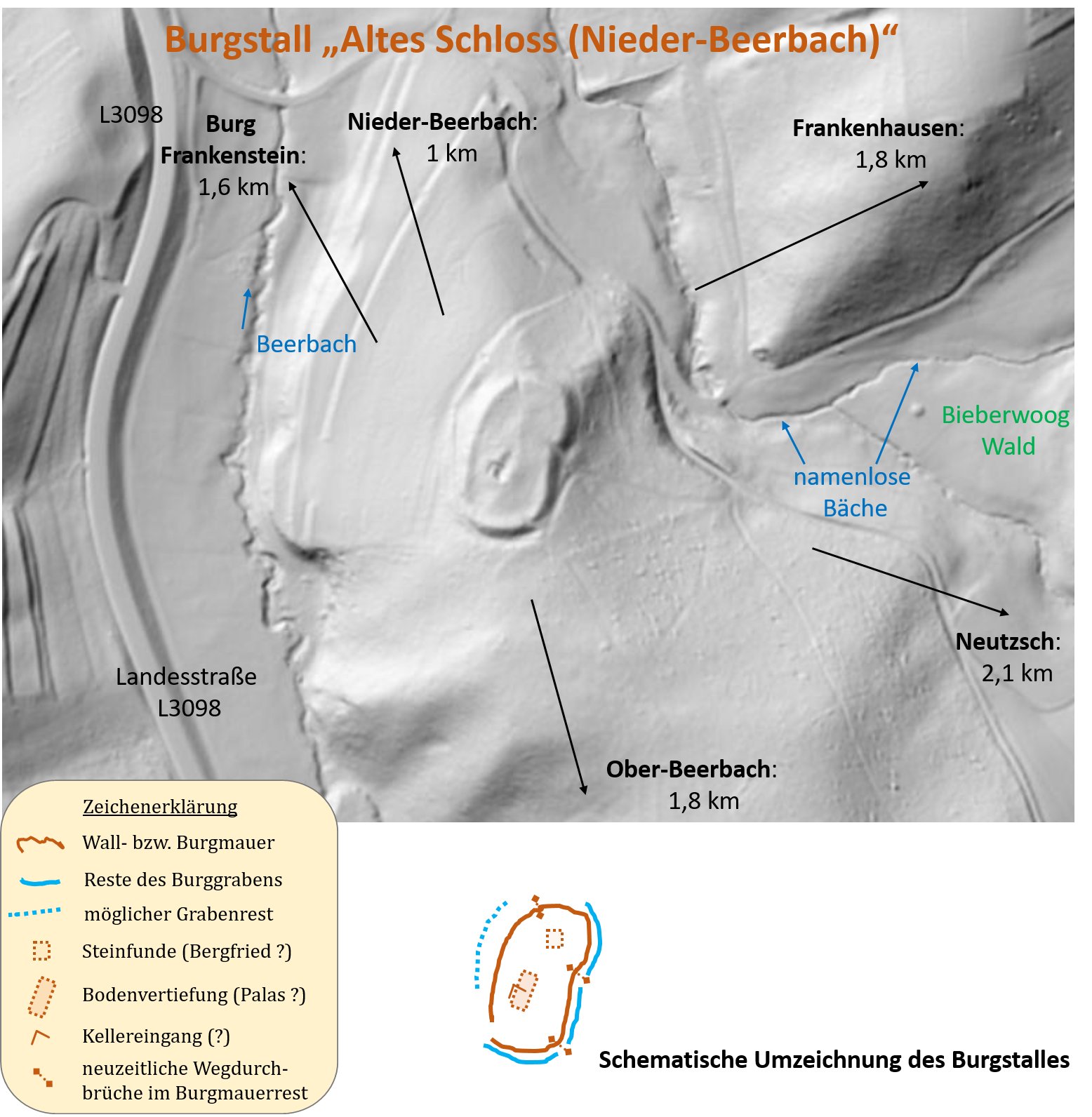
Georelief und Umzeichnung des Burgstalles

Das Alte Schloss ist, anders als ihr Name vermuten lässt, kein niedergelegtes Schloss, sondern vermutlich ein aus dem Ende des Frühmittelalters stammender Burgstall, der wohl eine Turmhügelburg oberhalb des heutigen Mühltaler Ortsteils Nieder-Beerbach im Landkreis Darmstadt-Dieburg in Hessen war.

## Geografische Lage
Die Burg lag östlich der Straße vom Mühltaler Ortsteil Nieder-Beerbach nach Ober-Beerbach an der Spitze eines langgestreckten Bergsporns, der steil zum Beerbachtal abfällt, gegenüber dem südlichen Ausgang des Kammes des Burgberges der Burg Frankenstein gegenüber dem Weißen Berg, etwa einen Kilometer südlich von Nieder-Beerbach. Der Sporn mit dem Burgstall wird westlich vom Beerbach und östlich von den beiden Nebenbächen, die vom Bieberwoog Wald zufließen, eingegrenzt. Der Sporn kann als Auslauf der südlich und durch einen Paßweg verbundenen Adlerhöhe gesehen werden.

## Beschreibung
Zur Zuordnung werden mehrere Deutungen diskutiert:
- Als eine Turmburg, die mit einer Wallanlage geschützt war und der Salierzeit zugerechnet wird
- Als größere Wohnburg und Vorläuferin der Burg Frankenstein, ähnlich wie die Alte Burg direkt in Nieder-Beerbach

Urkundlicher Nachweis über Besitzer der Burg, exakte Zeitstellung und Aussehen konnten bis in die Gegenwart noch nicht exakt belegt werden. Das Gewann der Nieder-Beerbacher Gemarkung wird seit alter Zeit her als „Altes Schloss“ bezeichnet und mit einer Burg, auch in mündlichen Überlieferungen, in Verbindung gebracht. Der 113 Morgen große Bieberwoog, eine Mischung aus Acker-, Wald- und Wiesenfläche war ein eigener Gerichtsbezirk und war vermutlich freier Grund der abgegangenen Burg. 1597 wurde er als „... liegt in keiner Zent und die drei Dörfer liegen in drei Zenten“ beschrieben. Möglicherweise kann das mit der Urkunde König Ruprecht I. in Zusammenhang gebracht werden, in dem er am 2. Juni 1402 der Burg Nieder-Beerbach und dem Waldbezirk Dörrenberg Reichsunmittelbarkeit verlieh.
1855 wurde im Bereich ein Helm des 12. oder 13. Jahrhunderts gefunden, der im Hessischen Landesmuseum Darmstadt verwahrt wird. Er wird als Frankensteiner Helm bezeichnet. Der Nieder-Beerbacher Pfarrer und Historienforscher Heinrich Eduard Scriba (1802–1857) hatte noch um 1845 Mauerreste beschreiben können, die aber nach und nach von den Bauern der Umgebung als Baumaterial benutzt wurden.
Rainer Kunze legt die Entstehung in das 11. Jahrhundert und sieht die Anlage von einem Ringgraben und zwei Palisadenringen umgeben. Graben und der dahinter liegende Wallrest sind noch schwach erkennbar. In der Mitte der Burgstalles  befindet sich heute eine große Vertiefung, die nach Ausgrabungen von 1976, bei denen Fundamentreste gefunden wurden waren, als Festes Haus oder Wohnturm in den Ausmaßen von 10 mal 15 Meter mit etwa 2 Meter Mauerstärke gedeutet werden. Erhalten waren nur noch die Reste der westlichen Seite, die bereits wieder unter Laub und Erde verschwunden sind. Heute finden sich nur noch vereinzelte Lesesteine.
Eigene Grabungen des Nieder-Beerbachers Adam Breitwieser lassen Vermutungen zu, dass das Alte Schloss nicht nur eine schlichte Turmburg gewesen sein kann, sondern auch über Wohnhaus und weitere Gebäude verfügte, es sich also durchaus um eine komplette Burg handeln könnte. Auf dem Areal wurden Kräuter, z. B. Scharbockskraut oder Bärlapp, gefunden, wie sie früher in Burggärten verwendet wurden. Zusätzlich fand sich ein sehr altertümlicher Rosenstrauch, der sehr stachlig ist, dessen Blüten nicht duften und der resistent gegenüber Schädlingen ist. Nachzuchten finden sich heute in einigen Gärten des Ortes und im Botanischen Garten der TU Darmstadt.
Die in jüngerer Zeit von Historikern geäußerten Vermutungen, das die Burgen im Beerbachtal unterhalb des Frankensteins als Vorgängerburgen und mögliche erste Stammsitze des vermuteten Grafen von Berbach angesehen werden kann und die comes de Berebach als karolingische Maingaugrafen hier zugeordnet werden können, sind nicht gesichert.

Wallseite talseitig
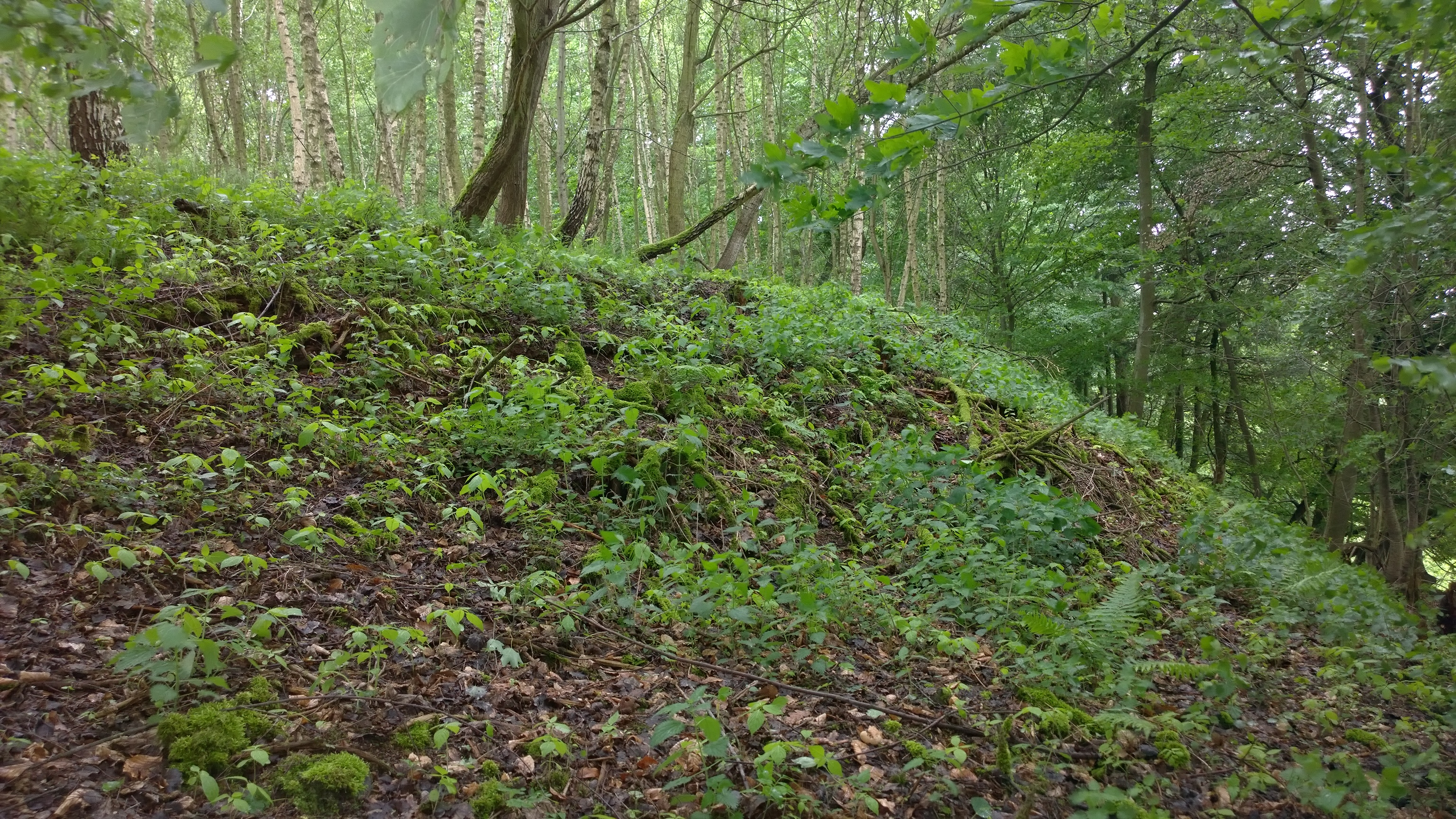
stark abfallender Wall zur Talseite, Nordwestseite (Richtung Beerbach)
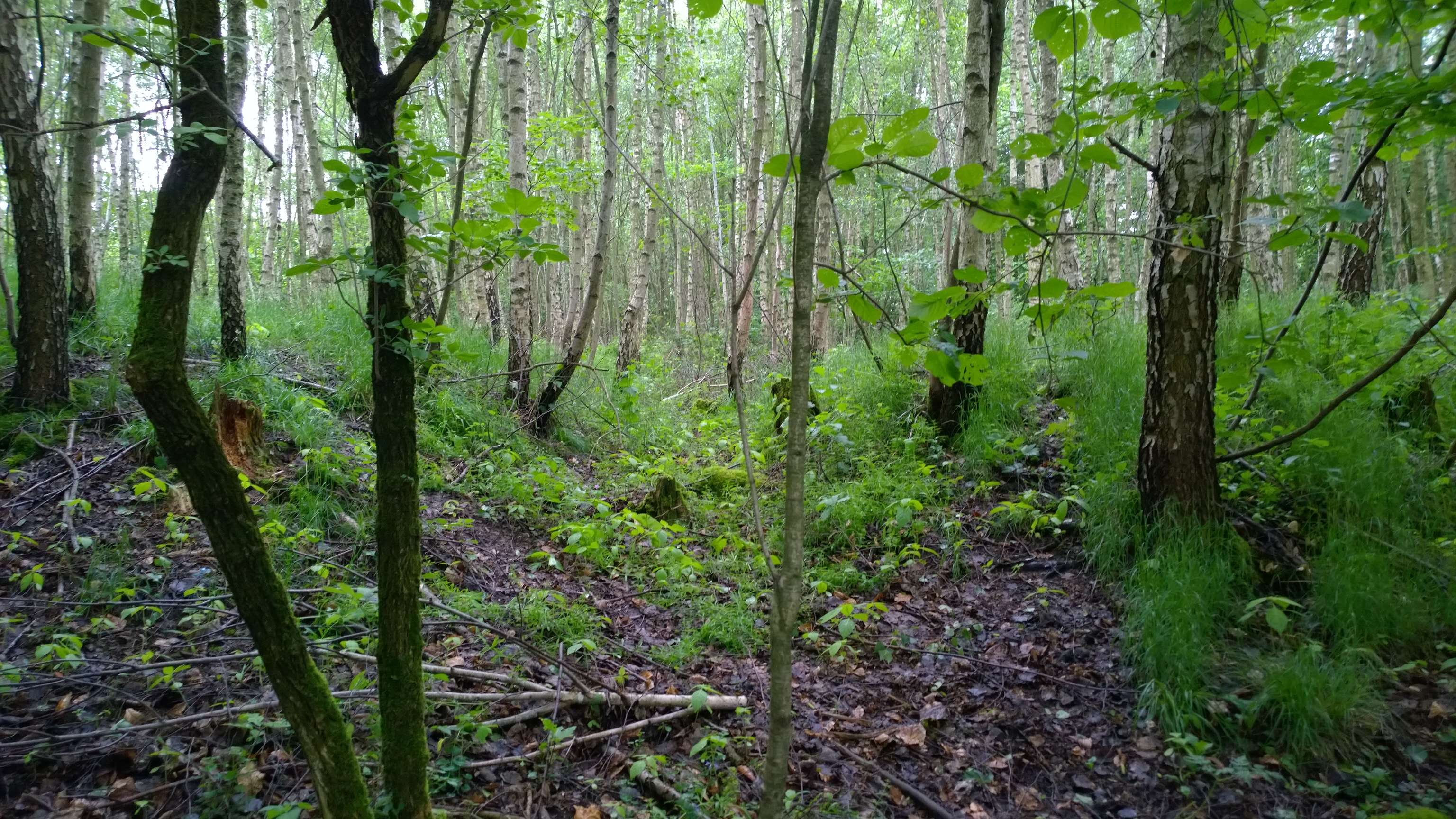
neuzeitlicher Durchgang am Wall Richtung NNO (Talseite)
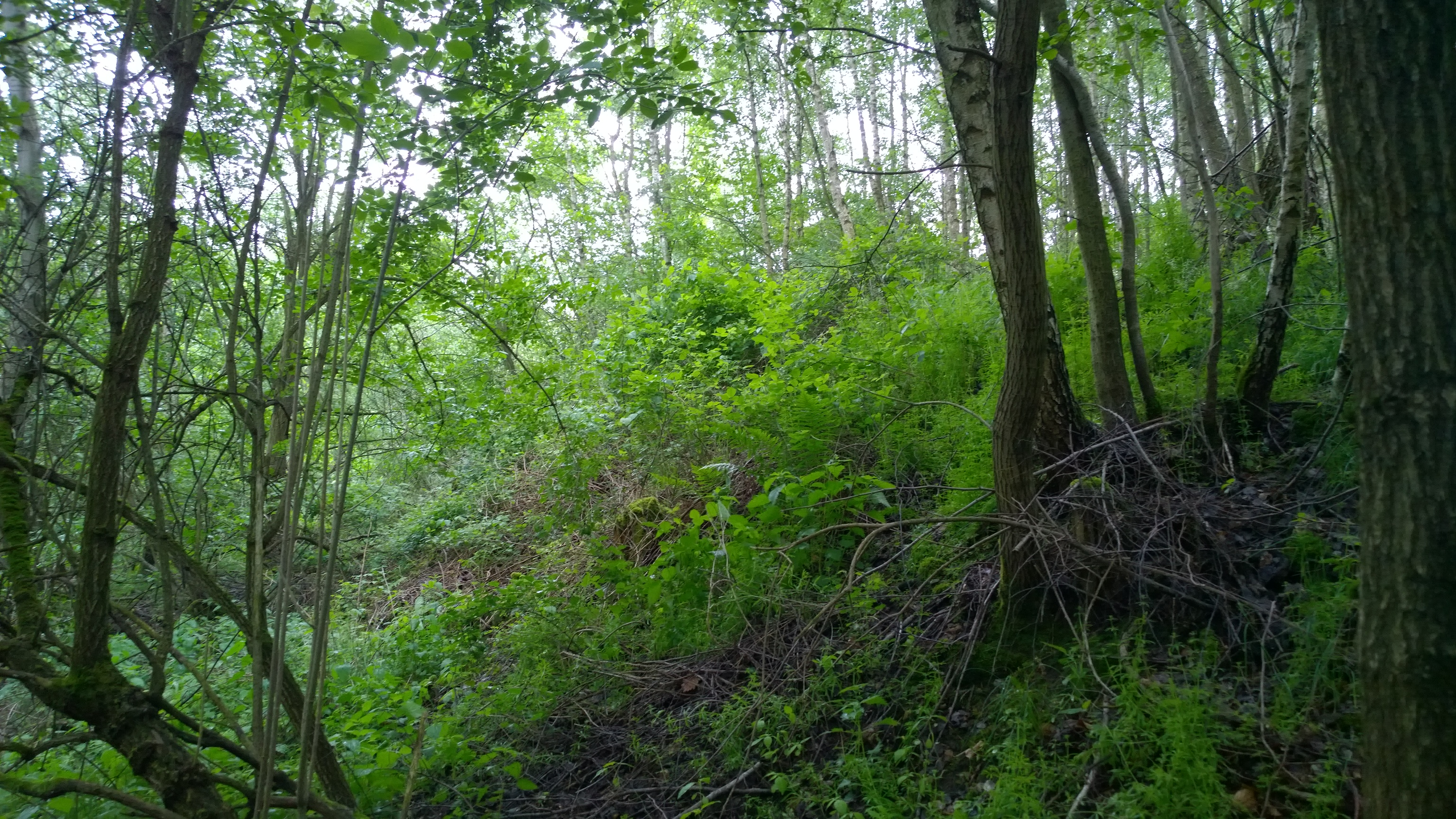
Wall zur Talseite, Nordostseite (Beerbachzuflüsse)

## Anlage
Von der Anlage sind 2014 zum einen ein vollständig umlaufender ovaler etwa 60 mal 35 Meter messender Burgwall, der talseitig in Terrassen abgestuft und südlich und nordnordöstlich durch einen neuzeitlichen Waldweg geschnitten wird, und der den Bergsporn nach Süden abgrenzende Halsgraben noch zu sehen. Reste eines annähernd quadratischen Wehrturmes oder kleinen Gebäudes und daran anschließend eine Vertiefung, die dem Palas- oder einem Bergfriedähnlichen Gebäude mit Maßen von etwa 12 mal 15 Meter zuzuordnen sind, vervollständigen die wenigen Überreste. Die vorliegenden Steinreste weisen einseitige Bearbeitung auf. Größe und Aussehen lassen die Deutung als Turmhügelburg zu. Datierungen sind nicht möglich, da bisher keine archäologischen Untersuchungen stattfanden.

Burgstallreste
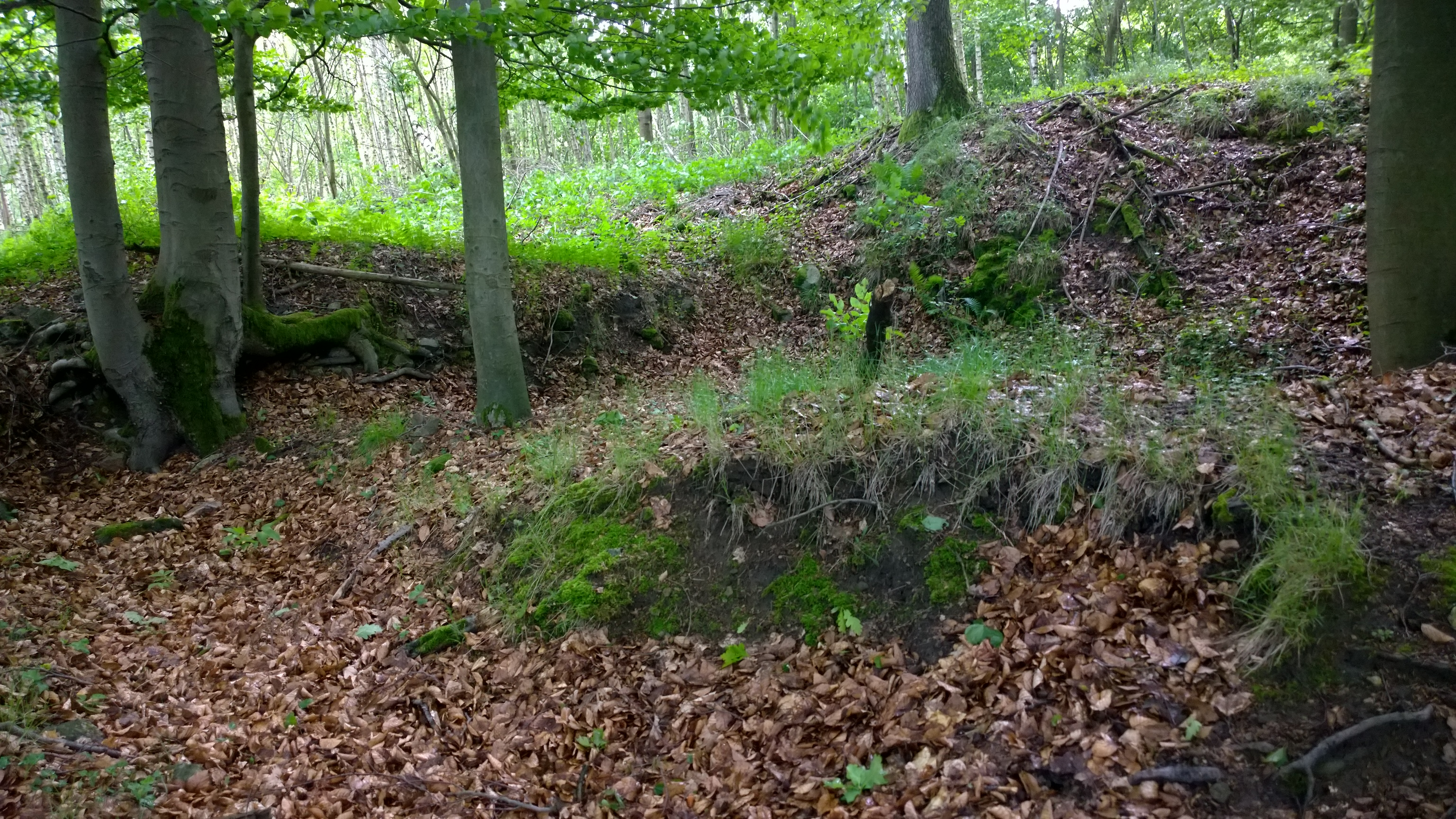
innerer Burgbereich, Gebäuderest
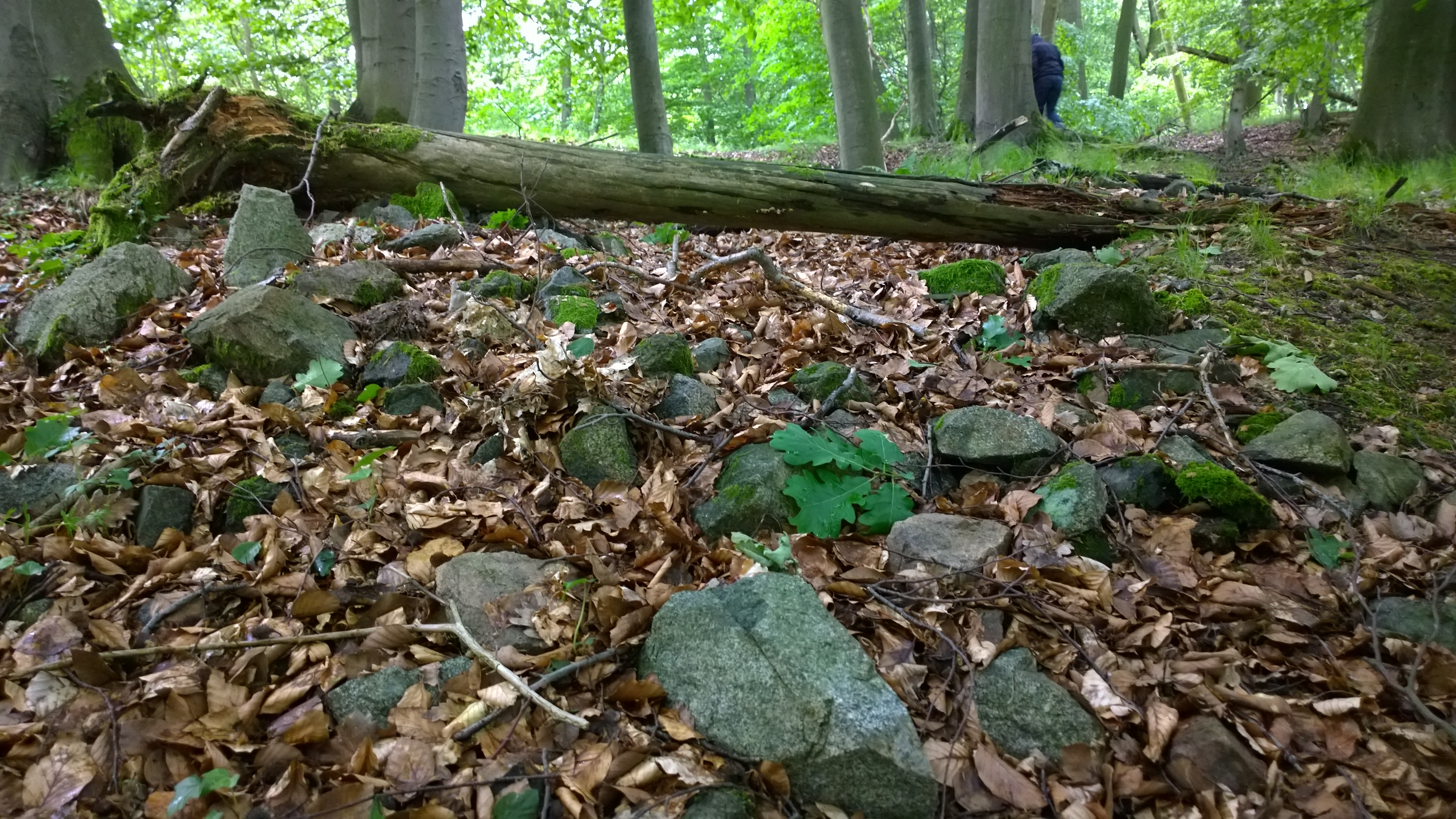
innerer Burgbereich, Turmrest – Nahaufnahme
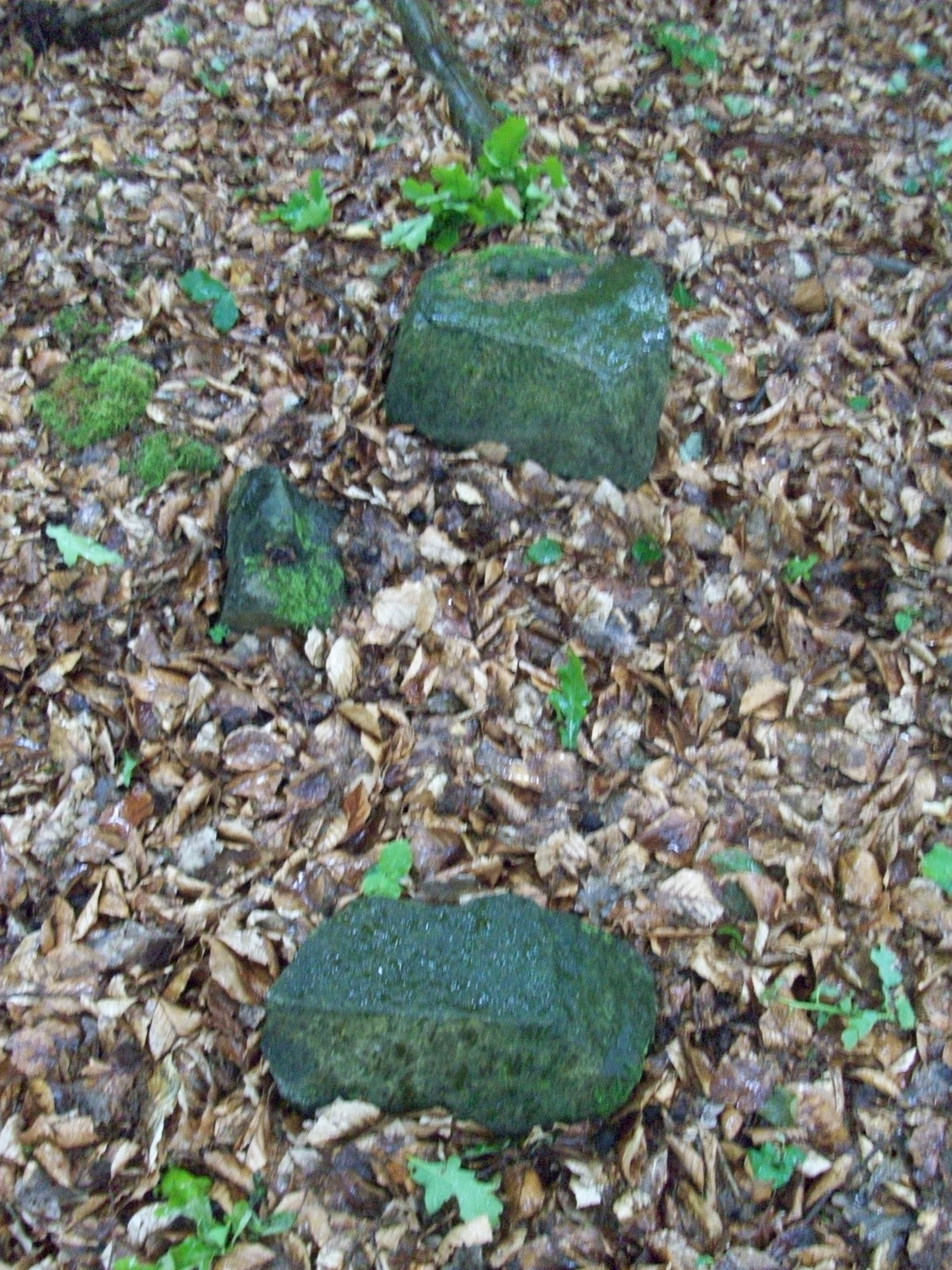
Steine im Bereich der Gebäudereste
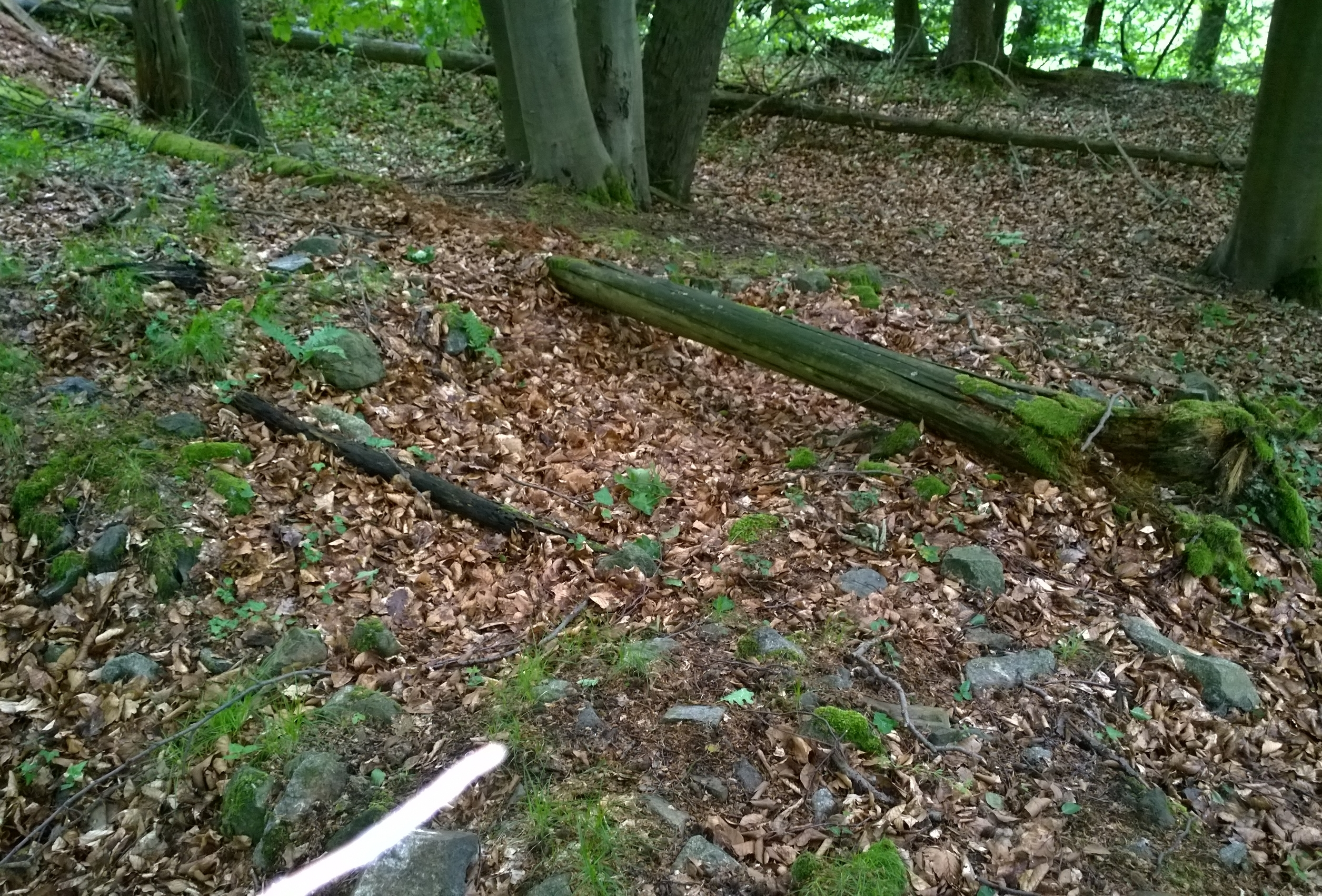
innerer Burgbereich, Turmrest

## Interessantes

### Das Schlösschen Ober-Beerbach
Oberhalb und südwestlich der Reste des Alten Schlosses und nordwestlich der Ortslage von Ober-Beerbach im Hang zur Bergstraße nach Seeheim-Jugenheim nordwestlich des Ober-Beerbacher Sportplatzes befinden sich ebenfalls Reste eines annähernd rechteckigen Ringwalles mit Ringgraben, genannt Schlösschen Ober-Beerbach. Ob diese Reste als mögliche Vorläufer des Alten Schlosses und der Alten Burg, und damit sowohl auch der Burg Frankenstein gedeutet werden können, kann ohne archäologische Untersuchungen nicht entschieden werden, da auch frühzeitliche oder keltische Ringwallanlagen aus der Gegend bekannt sind. Eduard Anthes, Prähistoriker um 1900, ordnete die Anlage damals noch den Kelten zu. Neuere Zuordnungen sehen es als Burgstall des 11. Jahrhunderts.